# Giuseppe Vigoni
Giuseppe Vigoni, detto Pippo, (Sesto San Giovanni, 9 luglio 1846 – Milano, 15 febbraio 1914) è stato un esploratore, geografo e politico italiano, noto principalmente per le sue esplorazioni in Africa e per essere stato Sindaco di Milano.

## Biografia

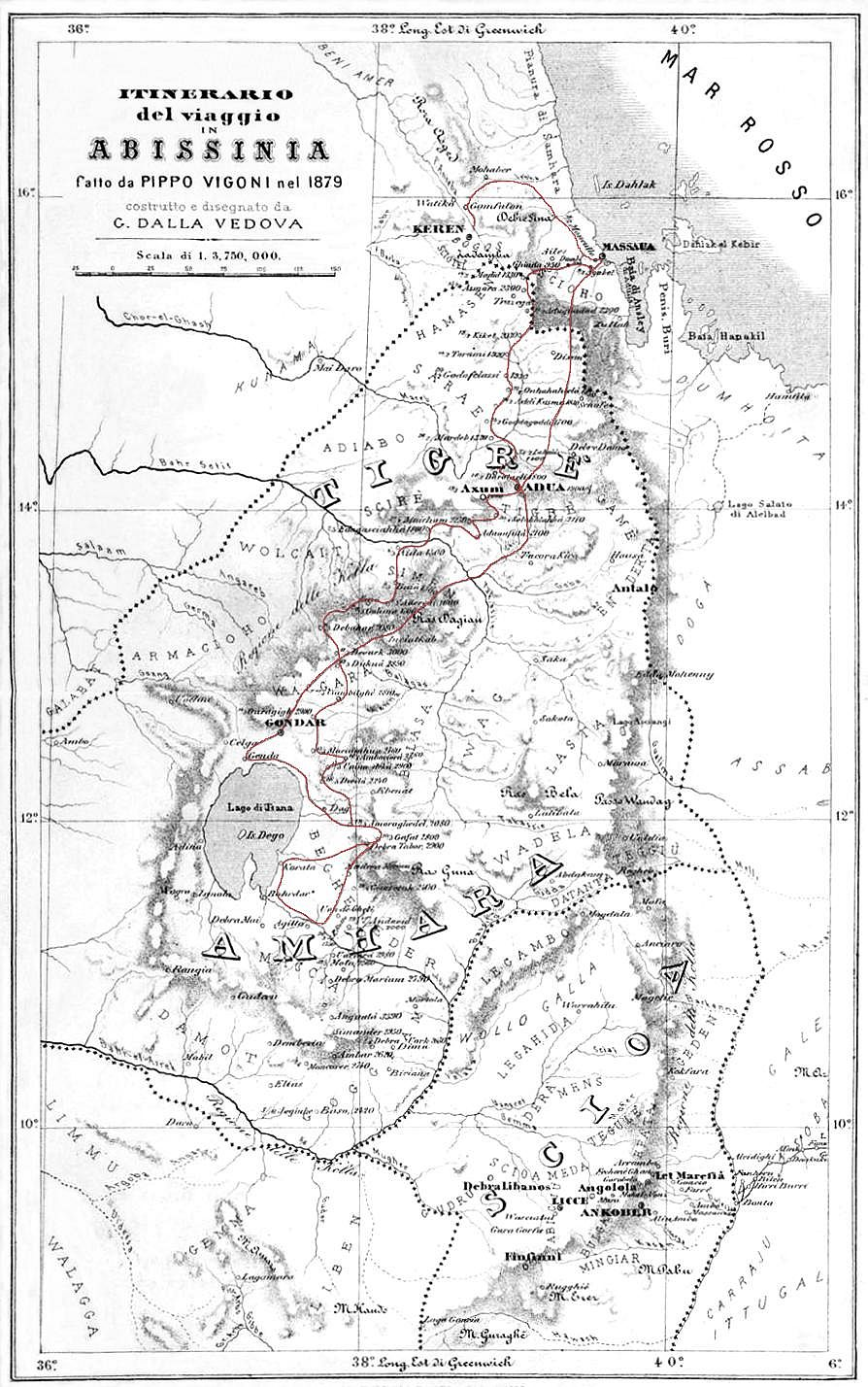
Itinerario del viaggio in Abissinia intrapreso da Giuseppe Vigoni nel 1879

Nasce quartogenito dei cinque figli del nobile milanese Ignazio Vigoni e Luigia Vitali, già moglie senza figli di Giulio Mylius, unico figlio del ricchissimo industriale serico, banchiere e filantropo Enrico Mylius, prematuramente morto trentenne nel 1830. È fratello minore del politico Giulio Vigoni.
Dopo essersi laureato in Ingegneria presso l’Università di Bologna, si dedica all'attività di esploratore e diviene esperto di questioni coloniali. Compie numerosi viaggi in Asia ed America ma riserva il suo maggiore interesse all'Africa. Si unisce a diverse esplorazioni, la più importante delle quali in Abissinia, da Massaua al Lago Tana, di cui pubblicherà un resoconto nel 1881 col titolo Abissinia. Giornale di un viaggio.
Presidente della Società d'Esplorazione Commerciale in Africa di Milano, ricopre ruoli politici di primo piano: dopo essere stato consigliere e assessore all’edilizia, nel settembre 1892 diviene sindaco di Milano, carica da cui si dimetterà due anni dopo ma che riassumerà dal 1895 al 1899. Nel 1900 è nominato senatore del regno.
Dei suoi viaggi raccoglie numerosi appunti e una collezione di cimeli, purtroppo in gran parte distrutti durante la seconda guerra mondiale.
Sposa nel 1904 Catulla Mylius (1875-1973), discendente da Johann Jacob Mylius, fratello maggiore e socio dell'imprenditore serico Enrico Mylius. Le famiglie Mylius e Vigoni erano già proprietarie di Villa Mylius, poi Villa Vigoni, a Loveno, frazione di Menaggio, sopra il Lago di Como. 
Pippo Vigoni e la moglie, così come il figlio unico Ignazio (1905-1983), rimasto senza eredi, riposano nel cimitero locale.